# Ulrik Plesner
Ulrik Adolph Plesner, född 17 maj 1861 i Vedersø prästgård nära Ringkøbing, död 22 november 1933 i Skagen, var en dansk arkitekt.
Ulrik Plesner var son till prästen J.F.Plesner. Han studerade vid Teknisk Selskabs Skole i Köpenhamn och för Martin Nyrop på Det Kongelige Danske Kunstakademi i Köpenhamn till 1893. Han ritade sedan privathus och villor, kyrkor, posthus, en teknisk skola i Skagen, en folkhögskola i Roskilde (1908), och Studenterforeningens hus och Kvindernes bygning i Köpenhamn 1909-1910. Tillsammans med Valdemar Dan ritade han Østifternes Kreditforenings hus i Köpenhamn, som revs 1954.

## Utmärkelser
- Riddare av Dannebrogorden,  1914[5]
- Dannebrogsmännens hederstecken,  1928[5]

[Redigera Wikidata]

## Bildgalleri

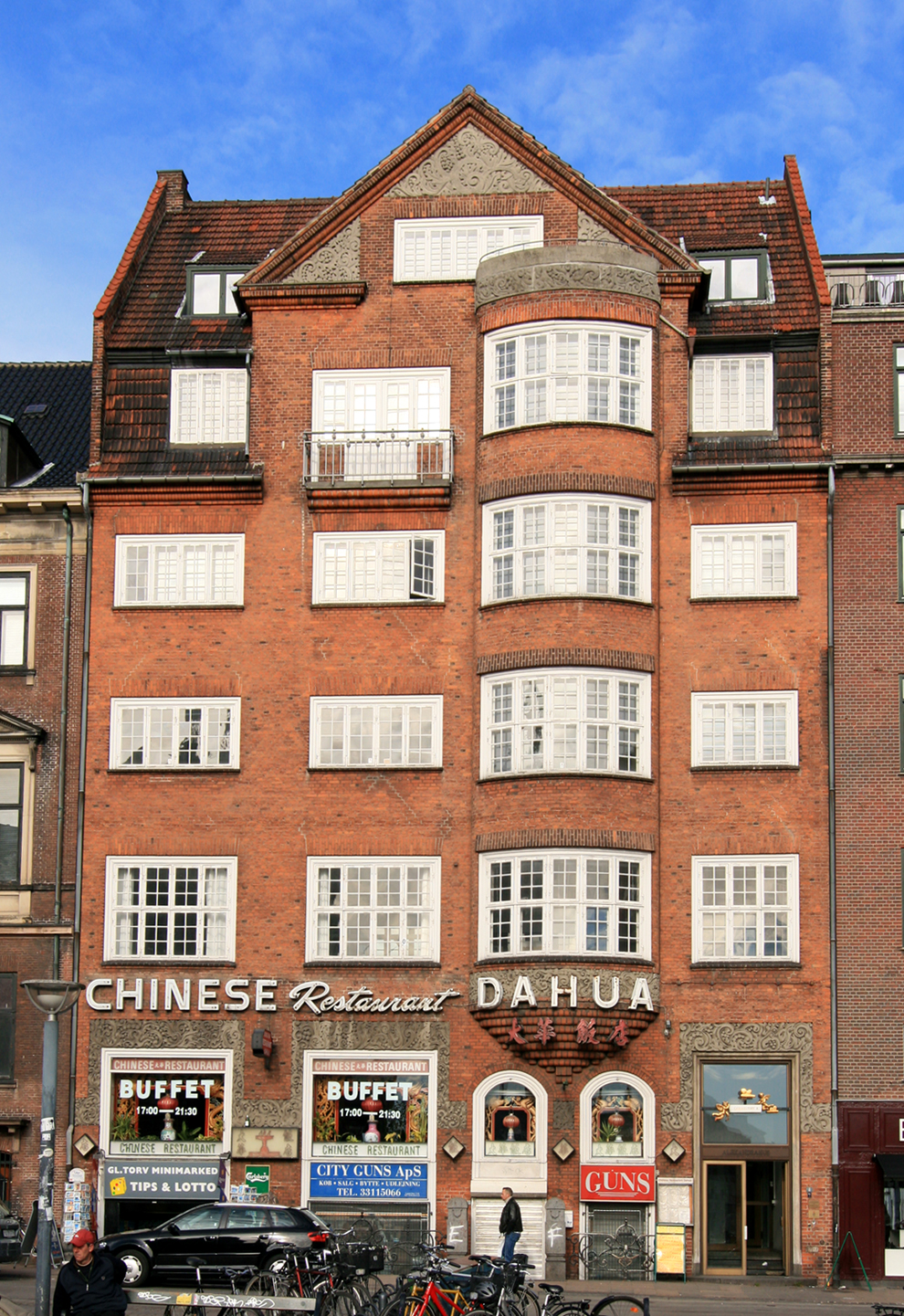
Bostadshus på Gammeltorv i Köpenhamn, 1906
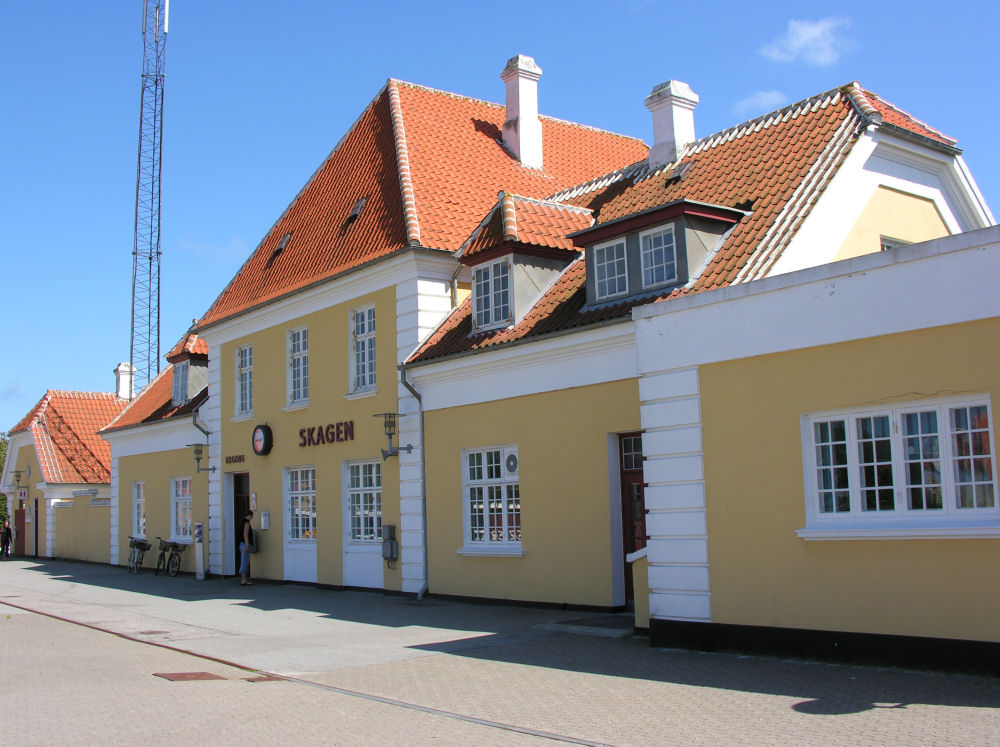
Skagen Station
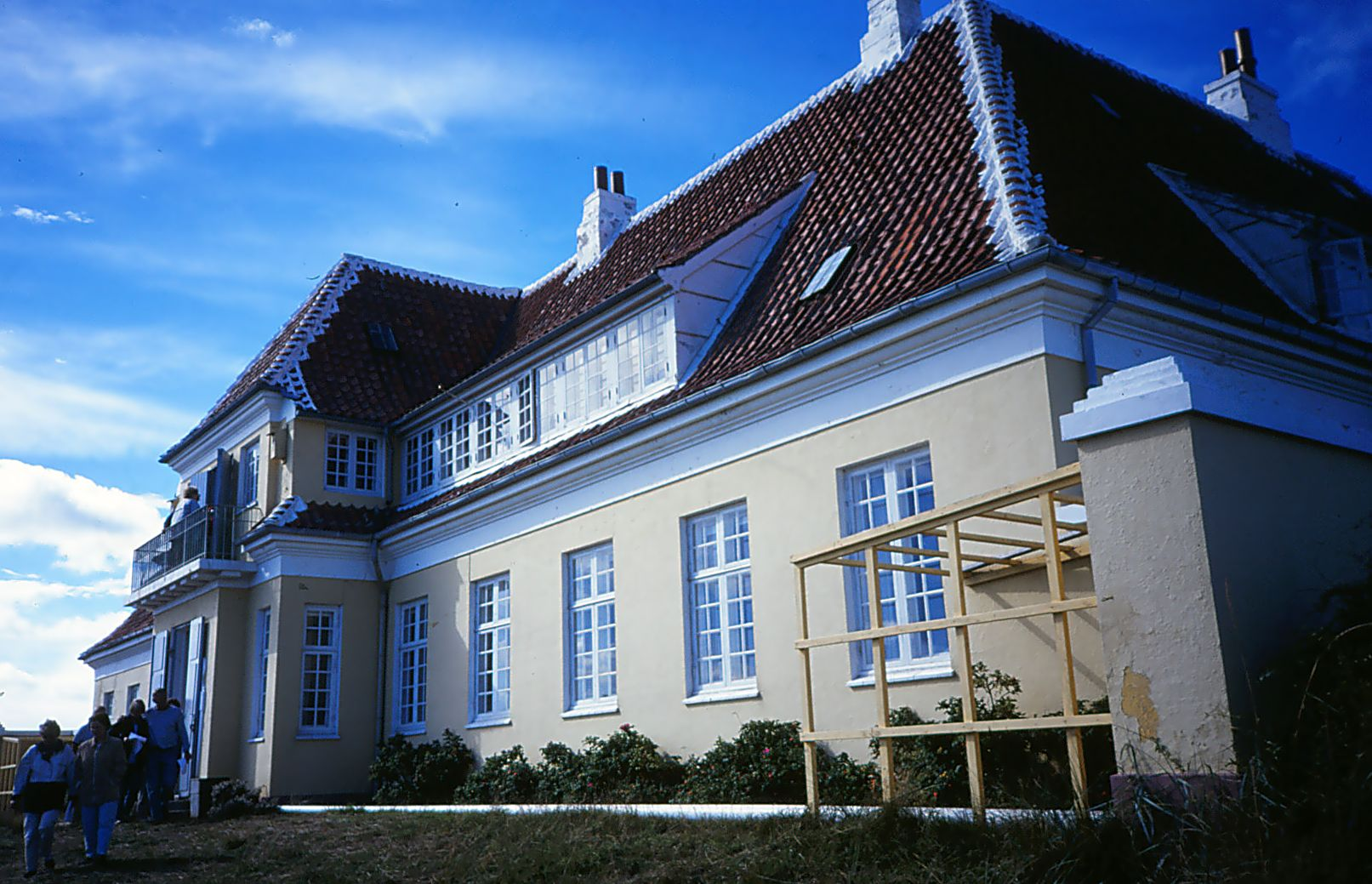
Klitgården i Skagen
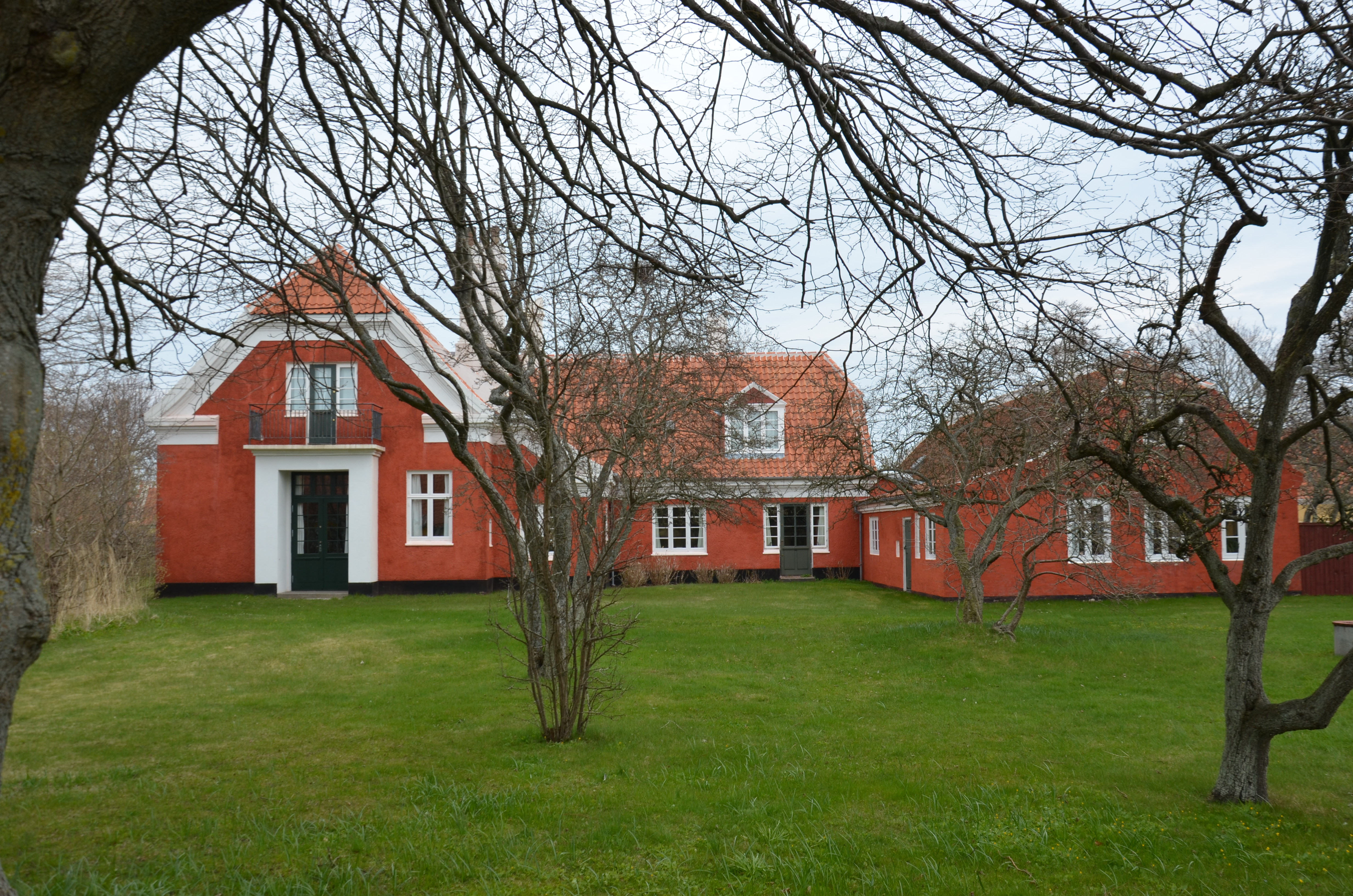
Michael och Anna Anchers hus i Skagen
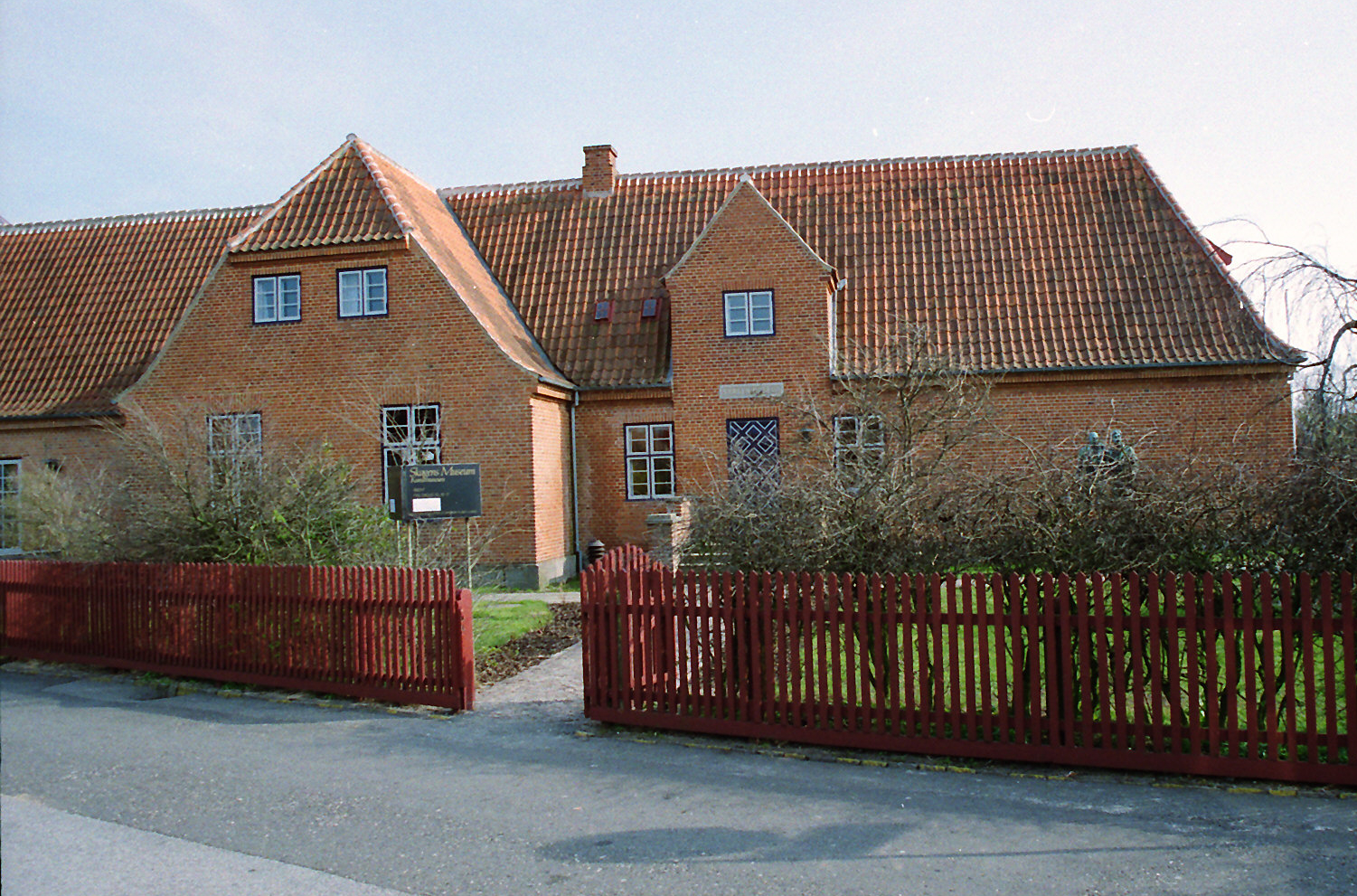
Skagens Museum
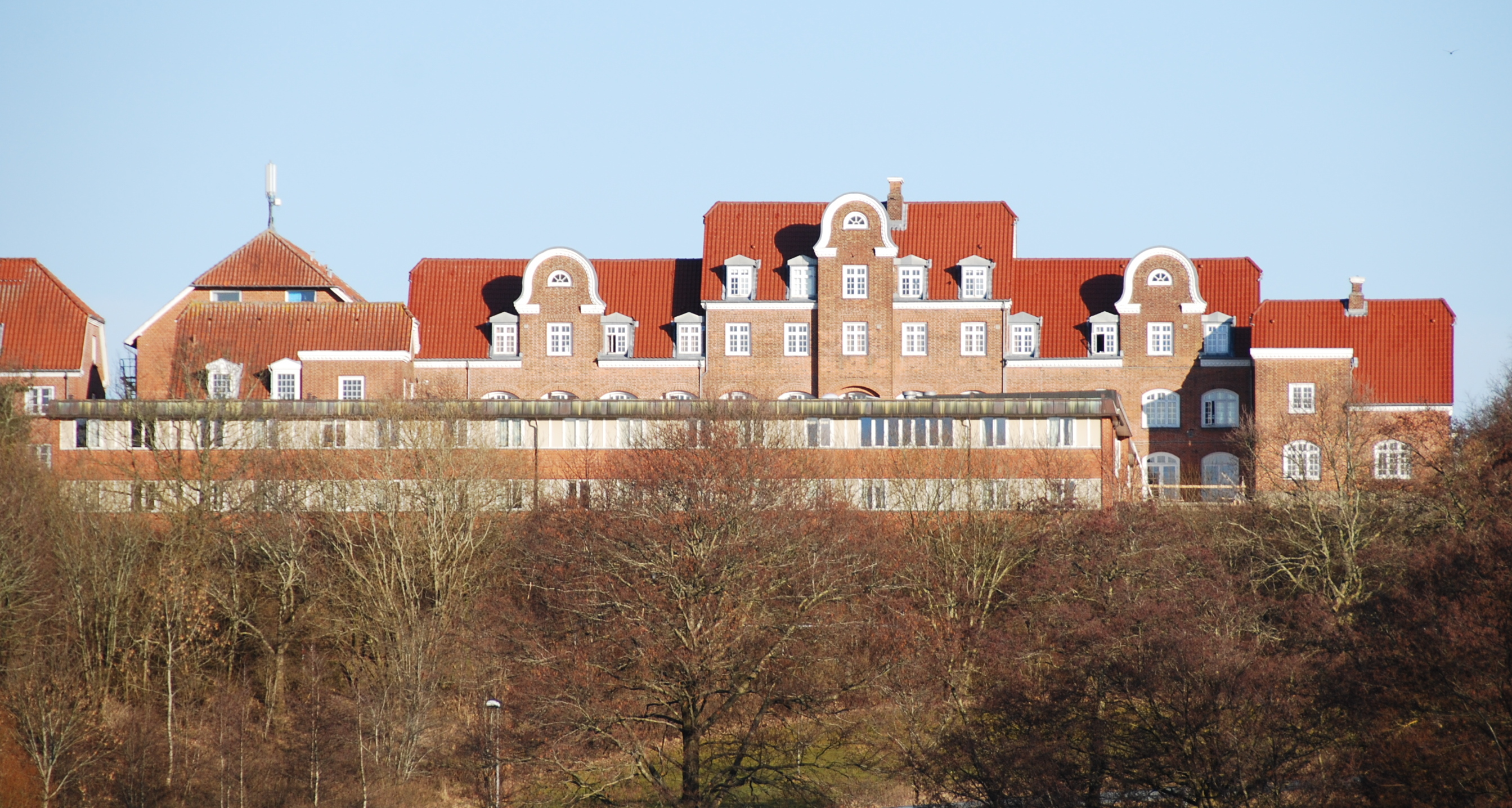
Asmildkloster Landbrugsskole
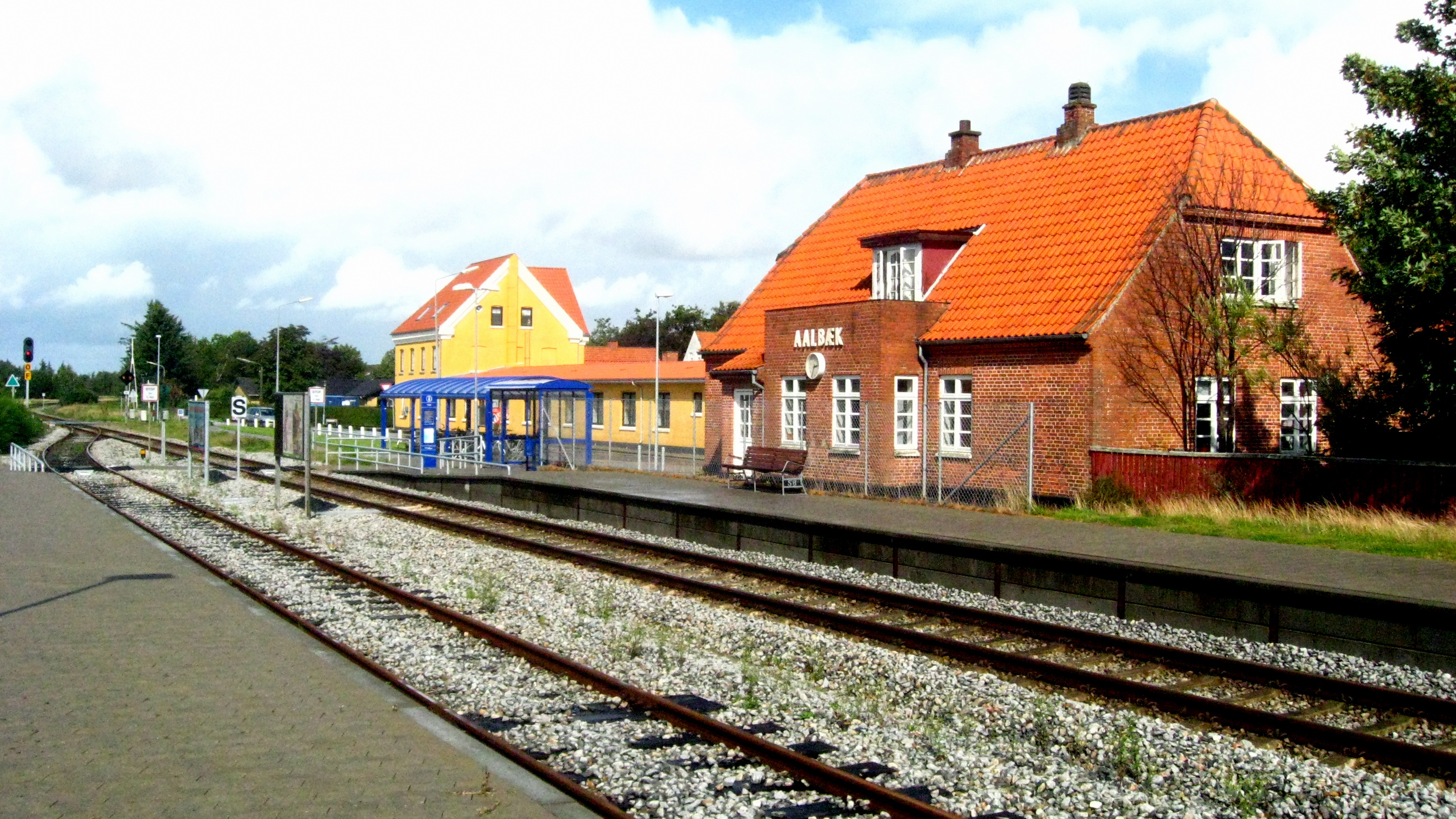
Ålbæk station